# Teatro de Brinquedo
O Teatro de Brinquedo foi uma companhia teatral criada em 1927, no Rio de Janeiro, pelo poeta, escritor e dramaturgo Álvaro Moreyra e sua mulher, a jornalista Eugênia Moreyra.
O Teatro de Brinquedo estreou em 10 de novembro de 1927, no Salão Renascença do Cassino Beira Mar, no Rio de Janeiro com a peça escrita por Álvaro Moreyra, Adão, Eva e outros membros da família: história de Um, o mendigo, e Outro, o ladrão, personagens que enriquecem e se tornam poderosos na sociedade.